# Buco del Merlo
Il Buco del Merlo è un rilievo dei Monti Reatini che si trova nel Lazio, nella Rieti, nel comune di Posta.